# Левашовка (Воронежская область)
Левашовка — село в Аннинском районе Воронежской области России.
Входит в состав Верхнетойденского сельского поселения.

## Население
| 1859 | 1897 | 2000 | 2005 | 2010 |
| ---- | ---- | ---- | ---- | ---- |
| 565  | ↗877 | ↘394 | ↘356 | ↘295 |

## География

### Улицы
- ул. Заречная,
- ул. Школьная.

## Известные люди
- Шамшина, Прасковья Степановна — Герой Социалистического Труда.